# Scheidplatz

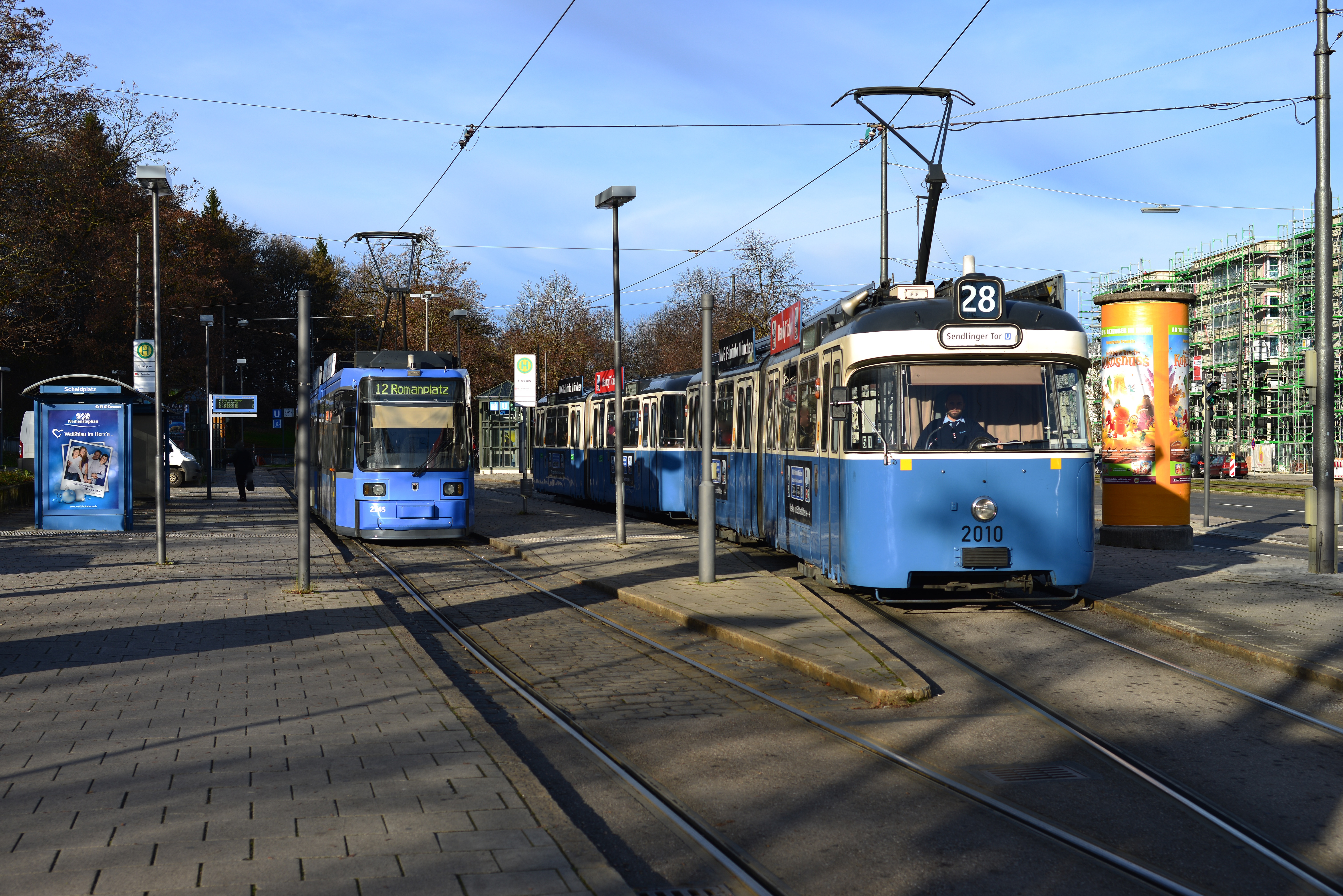
Tramhaltestelle am Scheidplatz

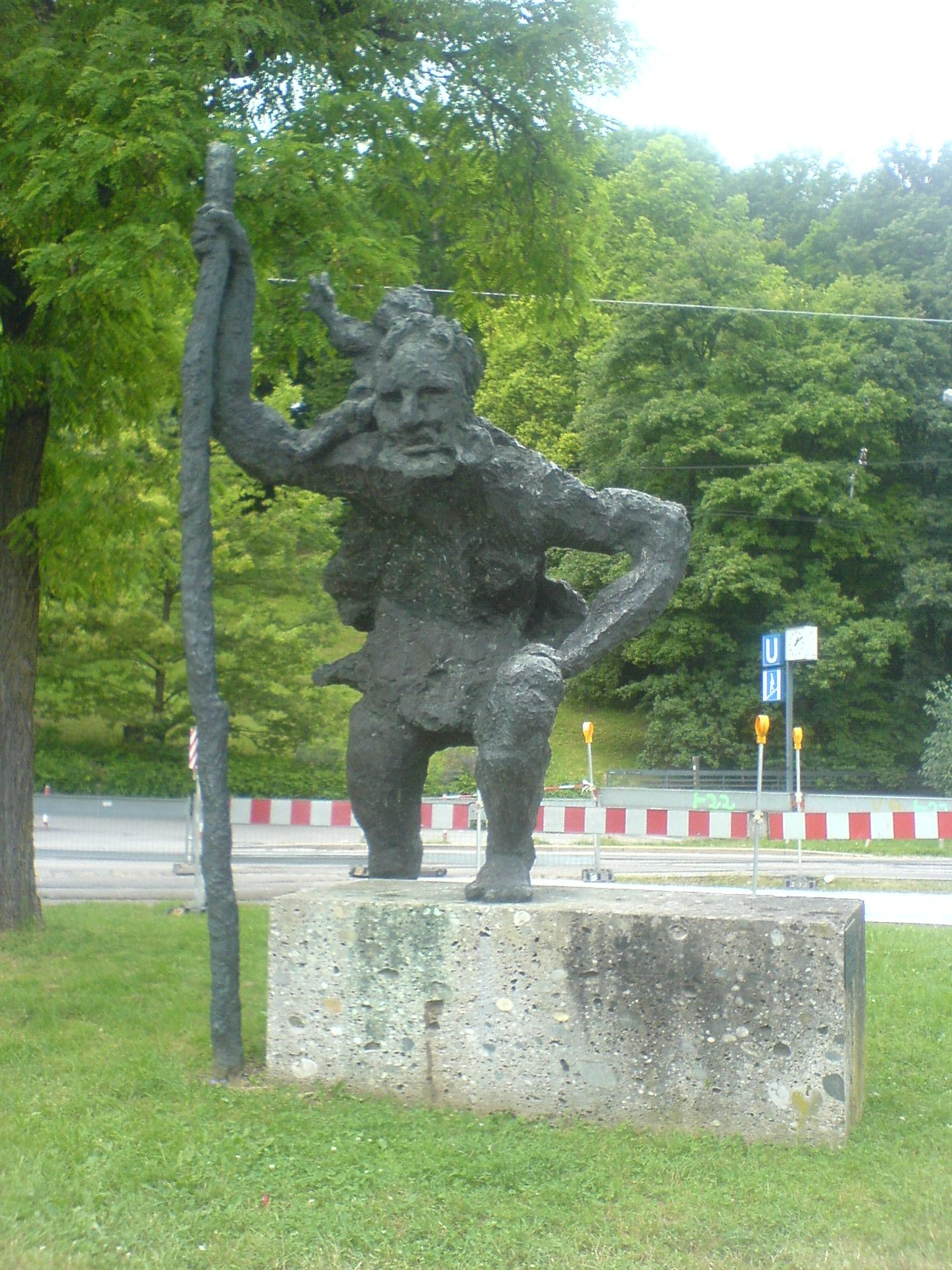
Christophorus-Statue am Scheidplatz von Alexander Fischer

Der Scheidplatz ist ein Platz im Münchner Stadtbezirk Schwabing-West.

## Beschreibung
Er liegt an der Belgradstraße / U-Bahnhof Scheidplatz. Im Westen grenzt der Luitpoldhügel des Luitpoldparks an.
Der Scheidplatz wurde in den Jahren 1958 bis 1959 im Zuge der Verlängerung der Trambahnlinie 12 vom Kurfürstenplatz in Richtung Georgenschwaige mit Anbindung zum Kölner Platz angelegt und ist benannt nach Karl Friedrich Scheid (1906–1945), zuletzt Oberarzt am Schwabinger Krankenhaus und Teilnehmer der Freiheitsaktion Bayern.
Am Scheidplatz steht eine 1969 bis 1972 von Alexander Fischer errichtete Christophorus-Figur, unweit des von ihm geschaffenen und im Zweiten Weltkrieg zerstörten Brunnens im Luitpoldpark. Davor befand sich eine Gipsversion des Kunstwerks vor dem Haus der Kunst.